# Preußische Bank

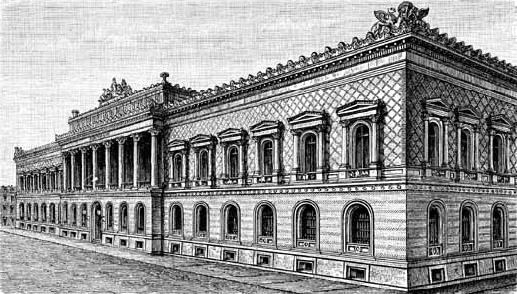
Bankgebäude in der Jägerstraße

Die Preußische Bank (auch Königlich-Preußische Hauptbank) war von 1847 bis 1871 die Zentralnotenbank Preußens und von 1871 bis 1876 des Deutschen Reiches mit Sitz Berlin. Sie nahm am 1. Januar 1847 ihre Tätigkeit auf und gilt als direkter Rechtsnachfolger der Königlichen Hauptbank Preußens.
Erster Präsident war der preußische Staatsminister Christian von Rother, der bereits zuvor in dieser Position bei der Königlichen Hauptbank tätig gewesen war. Das Stammkapital wurde vom preußischen Staat mit ca. 1,2 Mio. Reichstaler und preußischen und nichtpreußischen Privatiers mit 10 Mio. Reichstaler eingelegt, wobei die Privaten jedoch kaum Einfluss auf die Bank ausüben konnten.
Wichtigste Herausforderung der Preußischen Bank war die Etablierung eines Emissionsmonopols von Geld, um sich gegen andere Emissionsbanken in den kleineren Nachbarstaaten durchzusetzen. 1856 erhielt die Bank schließlich ein uneingeschränktes Emissionsrecht, und die konkurrierenden Banken wurden durch politische Entscheidungen, unter anderem ein Verbot ausländischer Zahlungsmittel, in ihrer Bedeutung zurückgedrängt.
Am 1. Januar 1876 ging sie in der neu gegründeten Reichsbank auf.